# CLR
, енгл. Common Language Runtime, је основна компонента Мајкрософт .NET Framework-а. То је Мајкрософт-ова имплементација стандарда заједничке језичке инфраструктуре (енгл. Common Language Infrastructure), који дефинише окружење за извршавање програмског кода. У CLR-у, код је израз изражен у облику бајт кодова који се зове CIL (енгл. Common Intermediate Language), и који је раније био познат као Мајкрософтов интермедијарни језик (енгл. Microsoft Intermediate Language).
Програмери који желе користити CLR морају написати код на језику као што је C# или VB .NET. Када дође време да код треба да се компајлира, .NET компајлер конвертује такав код у CIL код. У време извршења, CLR компајлер преводи CIL код у код који је разумљив за оперативни систем. Алтернативно, CIL код може бити кеширан у посебном кораку пре извршавања помоћу генератора машинског кода -(NGEN). Ово убрзава сва касније покретања софтвера, тако да онда CIL компилација није потребна.
Иако неке друге имплементације CLR-а раде на не-Windows оперативним системима, Мајкрософтова имплементација ради само на Microsoft Windows оперативним системима.
CLR омогућава програмерима да игноришу многе детаље које ће процесор извршити.